# Megalaimidae
Megalaimidae Blyth, 1852 è una famiglia di uccelli dell'ordine dei Piciformi.

## Tassonomia
Comprende 2 generi e 34 specie:
- Genere Psilopogon
  - Psilopogon pyrolophus S.Müller, 1836 - barbuto ciuffoflammeo
  - Psilopogon virens (Boddaert, 1783) - barbuto grosso
  - Psilopogon lagrandieri (J.Verreaux, 1868) - barbuto di Lagrandier
  - Psilopogon zeylanicus (J.F.Gmelin, 1788) - barbuto verde orientale
  - Psilopogon lineatus (Vieillot, 1816) - barbuto lineato
  - Psilopogon viridis (Boddaert, 1783) - barbuto piccolo verde
  - Psilopogon faiostrictus (Temminck, 1832) - barbuto orecchie verdi
  - Psilopogon corvinus (Temminck, 1831) - barbuto golabruna
  - Psilopogon chrysopogon (Temminck, 1824) - barbuto dai mustacchi dorati
  - Psilopogon rafflesii (Lesson, 1839) - barbuto multicolore
  - Psilopogon mystacophanos (Temminck, 1824) - barbuto golarossa
  - Psilopogon javensis (Horsfield, 1821) - barbuto di Giava
  - Psilopogon flavifrons (Cuvier, 1816) - barbuto frontegialla
  - Psilopogon franklinii (Blyth, 1842) - barbetto goladorata
  - Psilopogon auricularis (Robinson & Kloss, 1919) - barbuto goladorata
  - Psilopogon oorti (S.Müller, 1836) - barbuto dai sopraccigli neri
  - Psilopogon annamensis (Robinson & Kloss, 1919) - barbuto indocinese
  - Psilopogon faber Swinhoe, 1870 - barbuto della Cina
  - Psilopogon nuchalis Gould, 1863 - barbuto di Taiwan
  - Psilopogon asiaticus (Latham, 1790) - barbuto gola azzurra
  - Psilopogon chersonesus (Chasen & Kloss, 1927) - barbuto golaturchese
  - Psilopogon monticola (Sharpe, 1889) - barbuto di monte
  - Psilopogon incognitus Hume, 1874 - barbuto gola azzurra di Hume
  - Psilopogon henricii (Temminck, 1831) - barbuto corona gialla
  - Psilopogon armillaris (Temminck, 1821) - barbuto corona azzurra
  - Psilopogon pulcherrimus Sharpe, 1888 - barbuto nucadorata
  - Psilopogon australis (Horsfield, 1821) - barbuto orecchie blu
  - Psilopogon duvaucelii (R.Lesson, 1830) - barbuto orecchie nere
  - Psilopogon eximius (Sharpe, 1892) - barbuto golanera
  - Psilopogon rubricapillus (J.F.Gmelin, 1788) - barbuto capirosso
  - Psilopogon malabaricus (Blyth, 1847) - barbuto del Malabar
  - Psilopogon haemacephalus (Statius Müller, 1776) - barbuto fabbro
- Genere Caloramphus
  - Caloramphus fuliginosus (Temminck, 1830) - barbuto bruno
  - Caloramphus hayii (J.E.Gray,1831) - barbuto fuligginoso